# Любимівська селищна територіальна громада
Любимівська селищна територіальна громада — територіальна громада в Україні, Каховському районі Херсонської області. Адміністративний центр — селище Любимівка.
Площа громади — 259,82 км², населення — 4088 мешканців (2017).
Утворена 30 серпня 2016 року шляхом об'єднання Каїрської сільської ради Горностаївського району, Любимівської селищної ради та Василівської сільської ради Каховського району.
29 квітня 2020 року Кабінет Міністрів України затвердив перспективний план формування територій громад Херсонської області, в якому Каїрська сільська рада включена до Горностаївської ОТГ.

## Населені пункти
До складу громади входять 2 селища (Завітне, Любимівка) і 4 села: Василівка, Комишанка, Лук'янівка, Софіївка.